# Wolfgang Ambros

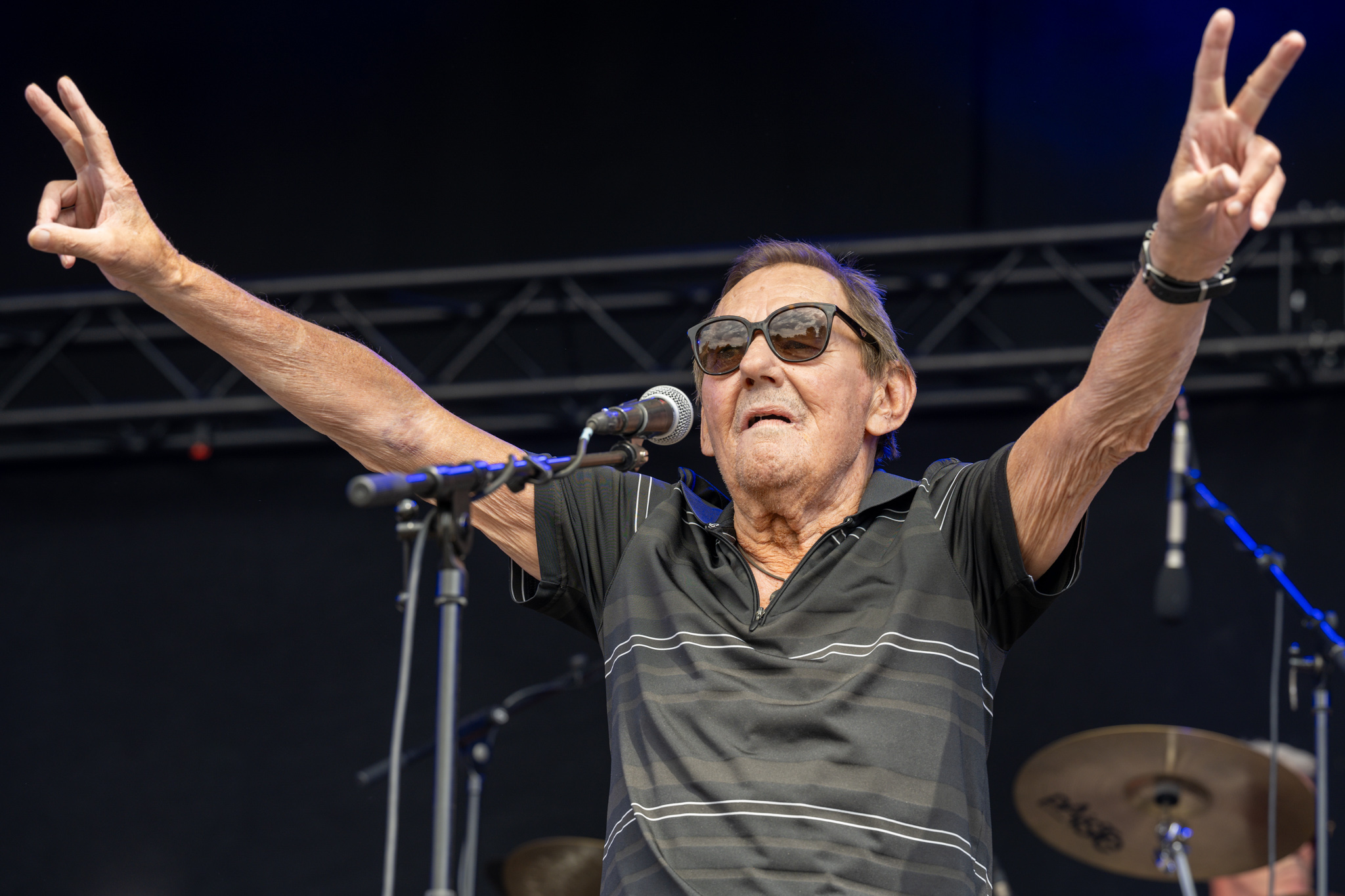
Wolfgang Ambros in Nürnberg (2023)

Wolfgang Ambros (* 19. März 1952 in Wien) ist ein österreichischer Liedermacher und Rock-/Popsänger. Er zählt zu den bedeutendsten österreichischen Musikern der Gegenwart und gilt als einer der Begründer des Austropops.

## Leben

### 1952–1970
Wolfgang Ambros wurde in der Wiener Semmelweisklinik geboren und verbrachte seine ersten Lebensjahre in Wolfsgraben, Niederösterreich. Sein Vater leitete in Wolfsgraben und danach in Pressbaum die Volksschule, seine Mutter arbeitete als Lehrerin. Später zog die Familie nach Pressbaum. Ambros besuchte das Bundeskonvikt im 2. Wiener Gemeindebezirk und das Gymnasium Astgasse im 14. Wiener Gemeindebezirk, später ließ er sich an der Graphischen Lehr- und Versuchsanstalt zum Siebdrucker ausbilden (Ausbildung abgebrochen). Er arbeitete zunächst als Schreibmaschinenmechaniker, Auslagenarrangeur und als Plattenverkäufer in Wien und ein Jahr in London.

### 1970–1974
Seine musikalische Karriere begann 1971 im Alter von 19 Jahren mit der Veröffentlichung des von Joesi Prokopetz geschriebenen Songs Da Hofa. Das Lied stieg damals in Österreich sofort auf Platz 1 der Ö3-Hitparade ein und blieb acht Wochen auf dieser Position. Da es damals keine offiziellen Verkaufscharts gab, galt die Ö3-Hitparade als Richtwert. Im Jahr 2020 wurde dieser Song vom Popkulturmagazin The Gap im Rahmen des AustroTOP-Rankings auf Platz 3 der „100 wichtigsten österreichischen Popsongs“ gewählt. 1972 brachte Ambros sein Debütalbum Alles andere zählt net mehr... heraus, welches noch keine großen Erfolge erzielen konnte. Mit weiteren Singles wie Kagran und I drah zua konnte er ebenfalls nicht an den Erfolg seiner ersten Single anschließen. Erst das Erscheinen von Tagwache, welche sich gegen das österreichische Bundesheer und den damaligen Verteidigungsminister Lütgendorf richtete, sorgte er für großes Aufsehen in Österreich, das Lied wurde daraufhin vom ORF boykottiert.
Ambros arbeitete zu Beginn seiner Karriere oft mit Joesi Prokopetz und Manfred Tauchen zusammen. Das bekannteste Werk des Trios ist das Konzeptalbum Der Watzmann ruft aus dem Jahre 1974, welches auch noch heute aufgeführt wird.

### 1975–1979
Der nächste kommerzielle Erfolg sollte erst 1975 mit der Single Zwickt’s mi kommen – ein weiterer Nummer-eins-Hit. Auch das dazugehörige Album Es lebe der Zentralfriedhof konnte wider Erwarten Platz 1 erreichen. Der gleichnamige Song, der zwar nicht als Single veröffentlicht wurde, gilt bis heute unter Ambros-Fans als charakteristische Friedenshymne. Der Text soll die Gleichheit der Menschen zeigen (und dafür wurden die toten Menschen als Beispiel herangezogen). Ab diesem Zeitpunkt etablierte Ambros sich als Star der österreichischen Rockszene. Schon einige Jahre später kam wieder ein Lied auf den Markt, welches eine weitere Hymne sein sollte – Schifoan. Anfangs war der Song kaum erfolgreich und wurde im öffentlich-rechtlichen Radio nicht gespielt. Doch dann zur Wintersaison wurde auch dieses Lied zu einem Hit unter Après-Ski-Gängern.
Ab dem Jahr 1978 spielte Wolfgang Ambros seine Solo-Konzerte mit seiner Band Die No. 1 vom Wienerwald, bestehend aus folgenden Musikern: Günter Dzikowski (Keyboards (auch Hammond B3), Akkordeon, Mundharmonika, Gesang), Peter Koller (Gitarre, Gesang), Helmut Pichler (Bass, Saxophon, Gesang) und Harry Stampfer (Schlagzeug, Gesang).
Bis zum Jahr 1985 spielte Helmut Nowak Schlagzeug, sein Nachfolger wurde Harry Stampfer (zuvor u. a. Hallucination Company).
Zu den legendärsten Konzerten von Wolfgang Ambros & Der Number One vom Wienerwald zählen u. a. die Konzerte 1983 im Wiener Weststadion (Gerhard-Hanappi-Stadion), wo sie unter anderem auch von Rainhard Fendrich und Opus unterstützt wurden, sowie das Rock on the Rocks im Gletscherschigebiet Kitzsteinhorn in Kaprun/Österreich 1985, welches lange Zeit einen Weltrekord als höchstgelegenes Open-Air-Rockkonzert innehatte.

### 1980–1989
Auch in der ersten Hälfte der 1980er-Jahre waren sowohl Ambros’ Singles als auch dessen Alben große Erfolge und Meilensteine seiner Karriere. Mit einigen seiner Platten konnte er auch die deutsche Hitparade erreichen. In den 1980er-Jahren nahm Ambros mehrere Titel gemeinsam mit André Heller auf. Der Hit Für immer jung, den er von Bob Dylans Forever Young coverte und mit Heller sang, wurde häufig auf regierungskritischen Demonstrationen gespielt.
In der zweiten Hälfte der 1980er-Jahre trat Ambros immer mehr aus dem Rampenlicht. Er machte eher mit privaten Skandalen als mit seiner Musik Schlagzeilen. Mit der Veröffentlichung des Albums Die größten Hits aus 20 Jahren im Jahr 1992 erinnerte er sich an alte Erfolge und konnte mit dem Album auch an diese anschließen.
1986 trat er beim Anti-WAAhnsinns-Festival gegen die geplante Wiederaufarbeitungsanlage Wackersdorf auf die Bühne.

### 1990–1999
Mitte der 1990er-Jahre gab es eine große Programmreform bei den öffentlich-rechtlichen Radiosendern, da Privatradios legalisiert wurden. Der Sender Ö3 wurde zum Formatradio umgebaut, alternative Programme wurden zu FM4 ausgebaut und Kulturprogramme zu Ö1. Das Wichtige daran war, dass Dialektmusik nunmehr ausschließlich auf Regionalradios gespielt werden durfte. Somit beschloss Ambros, kaum mehr Singles zu veröffentlichen, und konnte sich besser auf seine Alben konzentrieren. Das Ergebnis sind Alben wie Äquator, Wasserfall oder Verwahrlost aber frei, die sich solide verkauften und jeweils Top-Ten-Platzierungen erreichten. 1997 wurde mit Rainhard Fendrich und Georg Danzer das Trio Austria 3 gegründet.

### Seit 2000

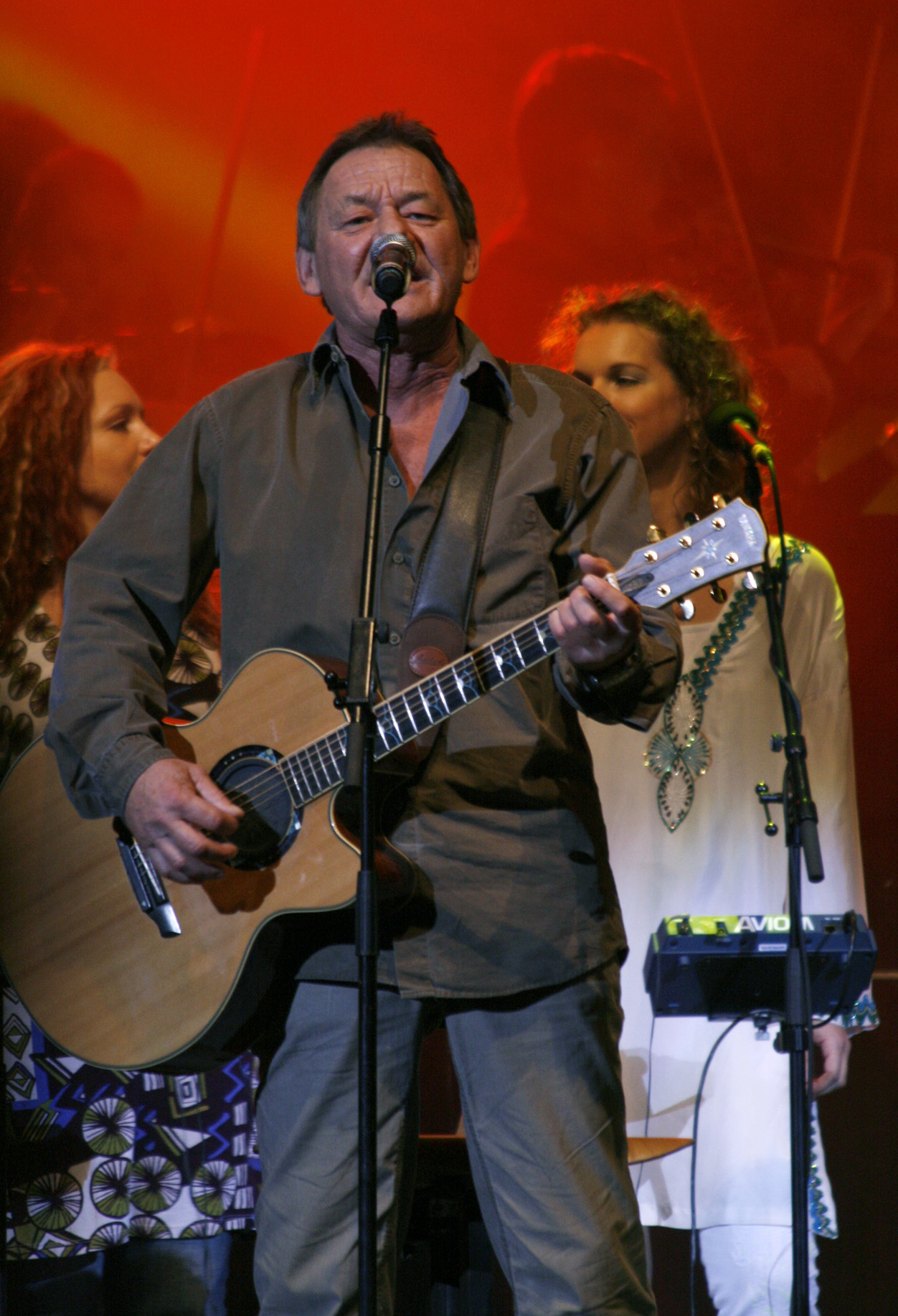
Wolfgang Ambros (2008)

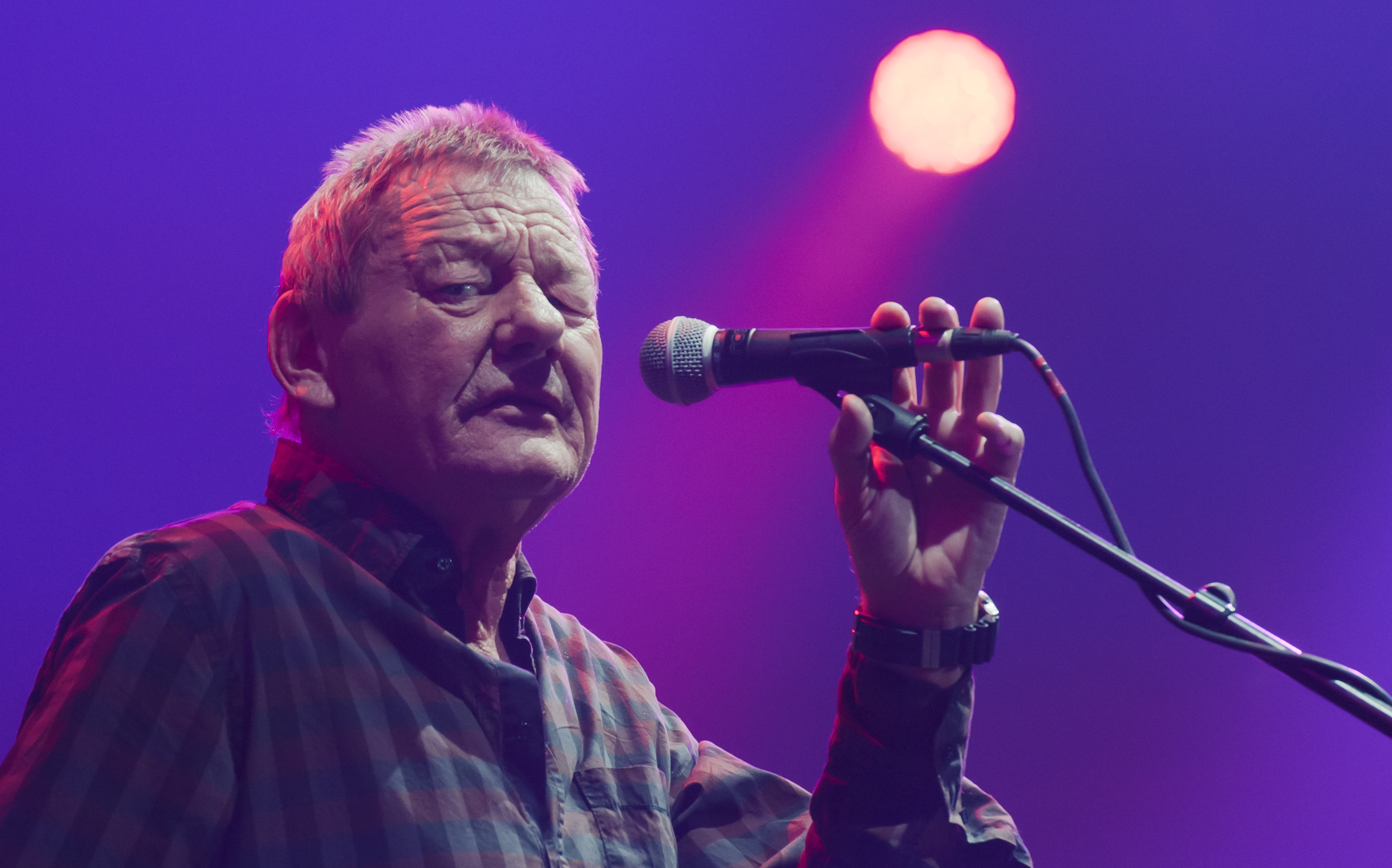
Wolfgang Ambros (2014)

Ein Höhepunkt waren die Neuinterpretationen von Tom-Waits-Songs auf seinem Album Nach mir die Sintflut – Ambros singt Waits (2000). 2002 erschien das Livealbum Hoffnungslos selbstbewusst, mit dem Ambros bis in die Top Ten der Albumcharts kam. Auch mit den folgenden Alben war Ambros regelmäßig in den Top Ten der Albumcharts vertreten: Namenlos (2003) schaffte es bis auf Platz vier, Steh grod (2006) bis auf Platz zwei. Namenlos ist bei den Fans umstritten, weil Ambros auf Betreiben seiner Plattenfirma Sony BMG statt seiner Stammband Studiomusiker für die Produktion einsetzte. Bei den Aufnahmen zu Steh grod war die No. 1 wieder dabei.
Ab 2004 wurde der Watzmann wieder gespielt. Ambros hatte sich seit der bis dahin letzten Tour Anfang der 1990er Jahre gegen eine Wiederaufführung gesträubt. Nach eigenen Aussagen lagen die Gründe dafür auch im schwierigen Verhältnis der drei Watzmann-Erschaffer Ambros, Prokopetz und Tauchen zueinander. Während Ambros und Prokopetz eng befreundet waren und blieben, kam es bereits vor der Watzmann-Tour der frühen 90er zum Zerwürfnis zwischen Prokopetz und Tauchen, was Prokopetz bewog, nicht an den Aufführungen mitzuwirken. Während dieser Tour überwarfen sich Ambros und Tauchen.
2004 wurde Ambros zu einer Wiederaufführung überredet, Prokopetz kehrte ins Ensemble zurück, den Part der Gailtalerin übernahm Klaus Eberhartinger (Frontmann der EAV), und Christoph Fälbl war wieder als Bua und Knecht zu sehen. Geplant waren zunächst lediglich fünf Wochen Spielzeit (rund 20 Vorstellungen) auf der Seebühne am Chiemsee. Auf Drängen der Konzertveranstalter wurde eine Städtetour mit weiteren rund 20 Terminen angehängt. Weitere Vorstellungen wurden auf das Jahr 2005 verschoben. Was ursprünglich als Kurztour geplant war, wuchs sich erneut zu einer ausgedehnten Konzertreise aus. 2008 und 2009 stand das Stück wieder auf den Spielplänen vieler Bühnen.
Ende 2006 musste Bassist Helmut Pichler krankheitsbedingt durch Erich Buchebner ersetzt werden. Offiziell ist Erich Buchebner nach wie vor „vertretungsweise“ in der Band. Seit 2007 sind von der anfänglichen Stammformation der No. 1 nur noch Günter Dzikowski, Peter Koller und Wolfgang Ambros mit dabei.
2005 erschien in Sachen Wienerlied das Album Der Alte Sünder – Ambros singt Moser. Auf diesem Tonträger und auch bei den anschließenden Konzerten singt Ambros Lieder wie Die Reblaus, In der Kellergassen oder Sperrstund is, die Hans Moser und dessen langjähriger Partner Paul Hörbiger populär gemacht haben. Begleitet wurde er vom Ambassade Orchester Wien unter der Leitung von Christian Kolonovits. Die Idee hatte Michael Buchmann, der Orchestergründer, bzw. Peter Steinhardt, Trompeter des Ambassade Orchester Wien. Höhepunkt der „Ambros singt Moser“-Phase war der Auftritt im April 2006 im Goldenen Saal des Wiener Musikvereins. Nach diesem Konzert wurde das Album mit der goldenen Schallplatte ausgezeichnet.
Ambros wurde viermal für einen regulären Amadeus Austrian Music Award nominiert und erhielt ihn 2002 für sein Lebenswerk. Nachdem eine sehr erfolgreiche Herbsttournee 2006 (Steh grod) wegen gesundheitlicher Probleme abgebrochen werden musste, meldeten mehrere Medien Anfang März 2007, dass Ambros an Leberkrebs erkrankt sei. Er verklagte nach einem reißerisch aufgemachten doppelseitigen Artikel über seine angebliche Krankheit das Nachrichtenmagazin News und bekam 6000 Euro zugesprochen.
Das Geld spendete er einem Hilfsprojekt in Afrika. Ambros stellte in einer Erklärung klar, dass bei ihm ein Frühstadium von Prostatakrebs diagnostiziert worden war. Nach einer primären Strahlentherapie und sehr guten Heilungschancen befinde er sich auf dem Weg der Besserung und werde 2007 alle Termine wahrnehmen.
Im Juli 2007 wurden Ambros, Dzikowski & Regisseur Rudi Dolezal für die DVD-Produktion Ambros Pur! mit einer Goldenen Schallplatte in Österreich ausgezeichnet. Im September 2007 erreichte das Album Ambros singt Moser – Der alte Sünder Platinstatus. 2008 erschien Ambros pur! II und stieg sofort in die österreichischen Musikvideocharts ein. Auch die zweite Ausgabe blieb mehrere Wochen an der Chartspitze. Zudem erwiesen sich die Konzertabende als ausgesprochen beliebt beim Publikum.
Im Sommer 2008 wurde der Watzmann auf der Naturbühne der Luisenburg bei Wunsiedel gespielt. Die über 20 Vorstellungen waren komplett ausverkauft. Damit wurde es zum erfolgreichsten Stück, das je auf der Luisenburg gespielt wurde. Im September 2008 trat er auf dem Wiener Donauinselfest vor rund 100.000 Zuhörern auf. Das Konzert wurde live im Fernsehen übertragen. Als während der Show das Licht auf der Bühne ausfiel und nur mehr ein einzelner Spot zur Verfügung stand, spielten Ambros und die Band das Konzert auf einer fast unbeleuchteten Bühne zu Ende.
Zeitlich passend erschien ein Konzertmitschnitt seines Konzerts auf der Donauinsel aus dem Jahr 2006. Auch diese Veröffentlichung stieg sofort in die Top 10 der Musikvideocharts ein. Damit war Ambros mit zwei Produktionen in den Top 10. Im Juni 2009 spielte er auf dem Wiener Donauinselfest mit dem 70 Musiker zählenden Orchester der Vereinigten Bühnen Wien unter der Leitung von Christian Kolonovits, dies war sein erster Auftritt mit Sinfonieorchester.
Ende April 2012 erschien sein 27. Studioalbum mit dem Titel 190352, das auf Platz 2 in die österreichischen Albumcharts einstieg. Die Zahlenkombination weist auf das Geburtsdatum des Künstlers am 19. März 1952 hin und erinnert daran, dass Ambros im Jahr 2012 seinen 60. Geburtstag beging. In mehreren Interviews hat Ambros erklärt, das Album hieße eigentlich Geburtstag. Die Zahlenkombination erschien ihm als Versinnbildlichung des Titels „weniger banal“. In den 15 Musiktiteln der CD beschäftigt er sich unter anderem mit seinen Kindern und überstandener Krankheit. Das Lied Ausg’lacht wurde von einigen Journalisten so interpretiert, dass es sich dabei um eine Abrechnung mit seiner Ehefrau handelt, von der er seit 2004 getrennt lebt. Dies wurde von Ambros jedoch dementiert.
Das Jahr 2013 verlief problematisch für Ambros. Er hinkte stark und litt an den Folgen eines Sturzes, wie er in einem Interview äußerte. Während der Herbsttour 2013 wurden seine Beschwerden so stark, dass er die Auftritte nur sitzend spielen konnte. Im Jänner 2014 meldeten verschiedene Medien, dass Ambros sich infolgedessen einer Operation an der Wirbelsäule unterziehen müsse. 2017 feierte er seinen 65. Geburtstag im Rahmen eines Konzerts in der Stadthalle Neuss, das vom WDR-Hörfunk aufgezeichnet und in der Sendung Liederlounge gesendet wurde.
In einem Interview mit der Süddeutschen Zeitung im August 2018 übte Ambros Kritik an der FPÖ, Bundeskanzler Kurz (ÖVP) und der regierenden ÖVP-FPÖ-Koalition. Zahlreiche Hasspostings gegen Ambros in sozialen Medien waren die Folge. FPÖ-Politiker Christian Hafenecker bezeichnete Ambros und Rainhard Fendrich, der sich ebenfalls in der Vergangenheit kritisch über die FPÖ geäußert hatte, als „abgehalfterte Musiker“.
Zahlreiche bekannte Musiker wie Hubert von Goisern, Rainhard Fendrich oder Jazz Gitti solidarisierten sich mit Ambros.
Das Ambros-Lied Schifoan erreichte infolge eines Solidaritätsaufrufs in den österreichischen iTunes-Charts für mehrere Tage Platz eins. Weitere zehn seiner Lieder kamen in die Top-100.
2019 trat er bei Lieder auf Banz auf.
In der mehrfach ausgezeichneten deutsch-österreichischen Thriller-Fernsehserie Der Pass (2019–2023) wurden mehrere Lieder (u. a. Weiss wie Schnee, I drah zua) von Wolfgang Ambros eingebaut.
2023 sang Ambros gemeinsam mit Christina Stürmer für deren Album MTV Unplugged in Wien live den von ihm komponierten Titel Du bist wia de Wintasun (Text Joesi Prokopetz) von seinem ersten Studioalbum Alles andere zählt net mehr....
Im Juli 2025 feierte das Musical Augustin, zu dem Ambros die Musik komponierte, am Musical Sommer Amstetten seine Uraufführung. Das Buch stammt von Thomas Kahry und Christoph Weyers. Augustin erzählt die Volkssage des gleichnamigen Musikers, der im Wien des 17. Jahrhunderts eine Nacht in der Pestgrube überlebte und damit zum gefeierten Symbol des Sieges über die Pest wurde.

### Privatleben
Ambros heiratete 1972 Christl. Die Ehe bestand bis Anfang der 1980er-Jahre, wobei das Paar da schon einige Jahre getrennt lebte. Die folgende Ehe mit Margit, aus der Sohn Matthias, Schlagzeuger bei Seiler und Speer, stammt, wurde 2012 nach 32 Jahren geschieden, das Paar trennte sich aber schon 2004.
Von 2004 bis 2013 war er mit Anne Reger liiert, aus dieser Beziehung gingen 2010 die Zwillinge Rosalie und Sebastian hervor.
Seit 2010 lebt Ambros in Waidring in Tirol. 2017 heiratete er Uta Schäfauer.

## Auszeichnungen
- 2002: Goldenes Ehrenzeichen für Verdienste um das Land Wien[15]
- 2015: Großes Ehrenzeichen für Verdienste um die Republik Österreich[16]
- 2024: Großer Tiroler Adler-Orden[17]
- 2024: Goldenes Ehrenzeichen der Marktgemeinde Gols[18]

Negativpreise:
- 2004 „Rosa Handtaschl“, verliehen durch das österreichische Frauennetzwerk Medien[19]

## Diskografie
Studioalben

| Jahr | Titel                                      | Höchstplatzierung, Gesamtwochen/‑monate, AuszeichnungChartplatzierungen (Jahr, Titel, Platzierungen, Wochen/Monate, Auszeichnungen, Anmerkungen) | Höchstplatzierung, Gesamtwochen/‑monate, AuszeichnungChartplatzierungen (Jahr, Titel, Platzierungen, Wochen/Monate, Auszeichnungen, Anmerkungen) | Anmerkungen |
| Jahr | Titel                                      | DE | AT | Anmerkungen |
| ---- | ------------------------------------------ | --- | --- | --- |
| 1972 | Alles andere zählt net mehr...             | — | — | Erstveröffentlichung: Februar 1972 |
| 1973 | Eigenheiten                                | — | AT8 (1 Mt.)AT | Erstveröffentlichung: November 1973 |
| 1975 | Es lebe der Zentralfriedhof                | — | AT1 (6 Mt.)AT | Erstveröffentlichung: April 1975 |
| 1976 | 19 class a numbers                         | — | AT6 (2 Mt.)AT | Erstveröffentlichung: September 1976 |
| 1977 | Hoffnungslos                               | — | AT15 (1 Mt.)AT | Erstveröffentlichung: Oktober 1977 |
| 1978 | Wie im Schlaf – Lieder von Bob Dylan       | — | AT8 (2 Mt.)AT | 10 Bob-Dylan-Songs mit Texten von Ambros Erstveröffentlichung: Oktober 1978                                                                              |
| 1979 | Nie und nimmer                             | — | AT16 (2 Mt.)AT | Erstveröffentlichung: September 1979 |
| 1980 | Weiß wie Schnee                            | DE31 (20 Wo.)DE | AT1 (4½ Mt.)AT | Erstveröffentlichung: August 1980 |
| 1981 | Selbstbewusst                              | DE29 (8 Wo.)DE | AT1 (3 Mt.)AT | Erstveröffentlichung: September 1981 |
| 1983 | Der letzte Tanz                            | DE44 (6 Wo.)DE | AT1 (6½ Mt.)AT | Erstveröffentlichung: April 1983 |
| 1984 | Der Sinn des Lebens                        | DE49 (2 Wo.)DE | AT1 (7½ Mt.)AT | Erstveröffentlichung: September 1984 |
| 1986 | No. 13                                     | — | AT1 (10 Mt.)AT | Erstveröffentlichung: 13. Januar 1986 |
| 1987 | Gewitter                                   | — | AT2 Gold · (2½ Mt.)AT | Erstveröffentlichung: September 1987 |
| 1989 | Mann und Frau                              | — | AT2 Gold · (3½ Mt.)AT | Erstveröffentlichung: Mai 1989 |
| 1990 | Stille Glut                                | — | AT9 Gold · (9 Wo.)AT | vorwiegend Neuaufnahmen älterer Lieder Erstveröffentlichung: September 1990                                                                              |
| 1992 | Äquator                                    | — | AT9 (14 Wo.)AT | Erstveröffentlichung: August 1992 |
| 1994 | Wasserfall                                 | — | AT2 Gold · (13 Wo.)AT | Erstveröffentlichung: 20. Mai 1994 |
| 1996 | Verwahrlost aber frei                      | — | AT2 Gold · (16 Wo.)AT | Erstveröffentlichung: August 1996 |
| 1999 | Voom Voom Vanilla Camera                   | — | AT6 (10 Wo.)AT | Erstveröffentlichung: 1. März 1999 |
| 2000 | Nach mir die Sintflut – Ambros singt Waits | DE100 (1 Wo.)DE | AT3 Gold · (13 Wo.)AT | Lieder von Tom Waits mit deutschen Texten von Ambros Erstveröffentlichung: 9. Oktober 2000                                                               |
| 2003 | Namenlos                                   | — | AT4 Gold · (17 Wo.)AT | Erstveröffentlichung: 10. Juni 2003 |
| 2005 | Ambros singt Moser: Der alte Sünder        | — | AT5 Platin · (31 Wo.)AT | Lieder aus dem Repertoire von Hans Moser Erstveröffentlichung: 18. November 2005 mit dem Ambassade Orchester Wien unter Leitung von Christian Kolonovits |
| 2006 | Steh grod                                  | — | AT2 (10 Wo.)AT | Erstveröffentlichung: 8. September 2006 |
| 2007 | Ambros singt Moser: Die 2te …              | — | AT8 (12 Wo.)AT | Lieder aus dem Repertoire von Hans Moser Erstveröffentlichung: 19. Oktober 2007 mit dem Ambassade Orchester Wien unter Leitung von Christian Kolonovits  |
| 2009 | Ultimativ symphonisch                      | — | AT6 (11 Wo.)AT | Neuaufnahme älterer Lieder mit Christian Kolonovits und Orchester Erstveröffentlichung: 7. August 2009                                                   |
| 2012 | 19 03 52                                   | DE84 (1 Wo.)DE | AT2 (8 Wo.)AT | der 19. März 1952 ist Ambros’ Geburtsdatum Erstveröffentlichung: 20. April 2012                                                                          |

## Publikationen (Auswahl)
- A Mensch möcht i bleib'n: Mein Leben zwischen Schuld und Schicksal, edition a, Wien 2022, ISBN 978-3-99001-534-6.